# Forza Motorsport 4

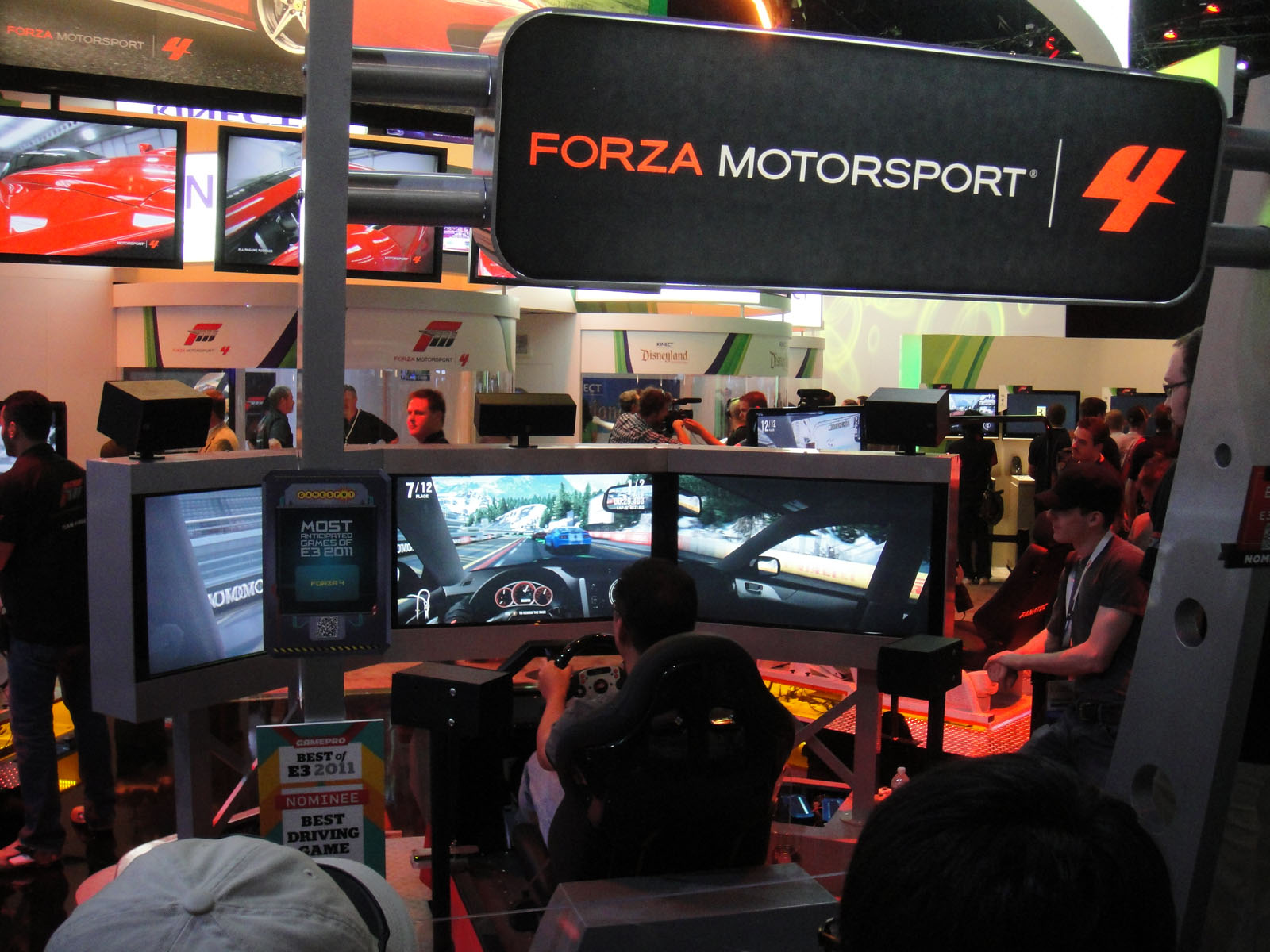
Presentatie van Forza Motorsport 4

Forza Motorsport 4, ook wel kortweg Forza 4, is een racespel voor de Xbox 360 ontwikkeld door Turn 10 Studios. Het werd in oktober 2011 uitgebracht als opvolger van Forza Motorsport 3.
Forza Motorsport 4 is het vierde deel uit de Forza-serie. Nieuw in dit deel is de ondersteuning voor Kinect en de functie Autovista. Bij laatstgenoemde kunnen spelers details voor een beperkte groep auto's bekijken. Tijdens de ontwikkeling van het spel werkte de ontwikkelaar samen met BBC's Top Gear.

## Spel
Forza 4 bevat 500 racewagens en 26 racecircuits. De auto's variëren van raceauto's tot reguliere straatauto's. De racecircuits bestaan uit 17 werkelijke en negen fictieve circuits.
Forza Motorsport 4 is een racespel met de nadruk op simulatie. Het spel probeert de auto's zo realistisch na te bootsen. Racen gebeurt op een gesloten circuit.
De Kinect geeft spelers extra mogelijkheden, zoals kijken in een hoek of als besturing. Het spel bevat ook een carrière-modus die spelers kunnen voltooien.

## DLC's
Forza 4 ontving maandelijks nieuwe downloadbare inhoud (DLC). Elke maand werd een pakket met nieuwe racewagens samengesteld die de speler kon downloaden, maar elke raceauto kon ook afzonderlijk worden gedownload. In september 2015 werd de DLC-mogelijkheid gesloten.

## Ontvangst
Het spel werd zeer positief ontvangen en heeft op aggregatiewebsite Metacritic een score van 91/100. Men prees het spel, de graphics en details van de auto's. Enige kritiek was er op de muziek en dat er niet 's avonds gereden kan worden. Ook werd de Kinect gezien als een aardigheid.
| Aggregator    | Score   |
| ------------- | ------- |
| Metacritic    | 91/100  |
| Publicatie    | Score   |
| Destructoid   | 10/10   |
| Edge          | 8/10    |
| Eurogamer     | 9/10    |
| Famitsu       | 38/40   |
| Game Informer | 9,25/10 |
| GameSpot      | 8,5/10  |
| IGN           | 9,5/10  |